# Sub semnul lui Monte Cristo
Sub semnul lui Monte Cristo (titlul original: Sous le signe de Monte Cristo) este un film coproducție franco-italiană din 1968 în regia lui André Hunebelle, o adaptare după romanul scriitorului Alexandre Dumas tatăl. 

## Conținut
Edmond Dantès (Paul Barge), nevinovat încarcerat în Sisteron pentru că a denunțat și a permis dezmembrarea unei întregi rețele de rezistență, reușește, în 1947, cu prietenul său Bertuccio (Paul Le Person), să scape în America de Sud. Dar epava avionului este recuperată în curând, nu departe de Brazilia, iar fugarii sunt considerați morți. Salvează viața unei tinere fete, Linda (Caude Jade), și a tatălui ei în deșert. Într-o zi, Linda este răpită. Bandiții caută să o atace. Eliberarea se încheie cu asasinarea tatălui său. Dantès și Bertuccio îi promit lui Linda să nu-l abandoneze niciodată. Anii trec, dar șansele nenorocirii lor îi determină să se întâlnească cu un bețiv, Faria (Pierre Brasseur), care pretinde că deține o comoară. Două zile mai târziu, cei trei bărbați și Linda au pornit spre munte, transportând explozibilii puternici necesari pentru a-și elibera drumul către locația comorii ... Bogat, sub un nou nume de Christian Montès, Edmond s 'introdus în mediul în care Morcerf (Raymond Pellegrin) - care s-a căsătorit cu logodnica lui Edmond, Maria (Anny Duperey) - și Villefort (Michel Auclair) trăiesc luxos datorită milioanelor furate care le-au permis succesul. El îl găsește pe denunțătorul care îi confirmă suspiciunile și îi atrage pe cei doi instigatori ai crimei într-o capcană. Linda îi pune capcana Maestrului Villefort, care vrea să-l omoare pe Edmond pentru a doua oară.

## Distribuție
- Paul Barge - Edmond Dantès
- Claude Jade - Linda
- Anny Duperey - Maria
- Pierre Brasseur - Faria
- Michel Auclair - Villefort
- Raymond Pellegrin - Morcerf
- Jean Saudray - Carderousse
- Gabriel Gascon - Louis, tatăl lui Linda
- Jacques Seiler - birtaș, un răpitor al lui Linda
- César Torres - Manolo, un răpitor al lui Linda
- Michel Thomass - chirurgul
- Daniel Verité - Jacques Lambert
- Pierre Collet - prieten
- Léonce Corne - judecătorul
- Iska Khan - chinezul, un răpitor al lui Linda
- Robert Le Béal - un ofițer
- Bernard Musson - un gropar
- Pierre Repp - Jauffrey
- Jacques van Dooren - un răpitor al lui Linda
- Silvain Levignac - un răpitor al lui Linda
- Guy Delorme - un răpitor al lui Linda